# 에후드 바라크
에후드 바라크(히브리어: אהוד ברק, 1942년 2월 12일 ~ )는 이스라엘의 군인 출신 정치인이며, 노동당 소속으로 1999년 7월 6일부터 2001년 3월 7일까지 총리를 지냈다. 팔레스타인에 대해 비교적 온건한 입장을 고수했으나, 2000년 10월의 대규모 유혈 충돌 사태에 제대로 대처하지 못하여 인기를 잃었다.

## 군사 경력
"에후드 브로그"란 본명으로 영국령 팔레스타인 지방의 키부츠에서 태어났다. 히브리 대학교에서 수학과 물리학에서 과학사(1968), 미국의 스탠퍼드 대학교에서 경제 공학의 이학 석사(1978)를 취득하였다.
1959년 이스라엘 방위군에 입대하여 자신의 성을 "바라크(히브리어로 빛나다)"로 고치고, 여러 전쟁에서 전과를 올려 여러 차례 훈장을 받았다. 1991년부터 1995년까지 참모총장을 지냈다.

## 정치 생활

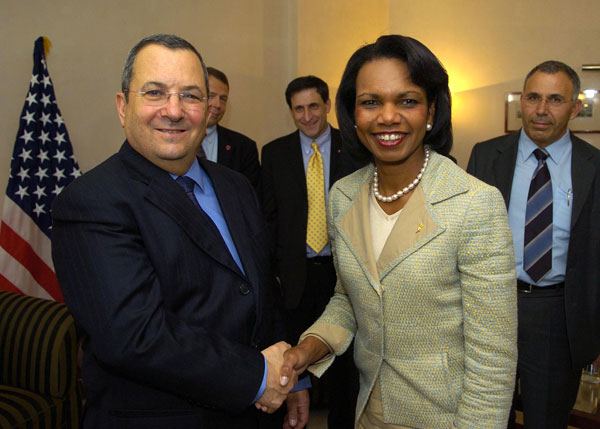
콘돌리자 라이스 국무장관과 함께

육군에서 제대 후 노동당에 입당하여 국회의원이 되었고, 내무장관과 외무장관을 지냈다. 1996년 총선에서 노동당은 의석을 많이 잃었으나, 그는 국회의원으로 당선되었다. 그 이듬해 총선 패배 책임을 지고 물러난 시몬 페레스의 뒤를 이어 노동당 당수로 선출되었다.
1999년 직선으로 뽑는 총리 선출 선거에서 베냐민 네타냐후 총리를 꺾고 총리로 선출되었다. 총리로서 바라크는 전임자 베냐민 네타냐후 아래에서 실시된팔레스타인 해방 기구와 평화 회담을 받았다. 협상들은 1967년에 이스라엘이 점령한 가자 지구와 요르단강 서안 지구의 통제와 다른 논쟁들을 근심하였다. 2000년 10월에 팔레스타인의 데모 시위자들과 이스라엘 보안군들 사이에 폭력적 충돌이 일어난 몇 주 후에 바라크는 평화 교섭을 중지하였다.
그 이듬해 초 치러진 총리 선출 선거에서 강경파인 리쿠드의 아리엘 샤론 후보에게 큰 차이로 패했다. 그 후 정계에서 잠시 떠나 있다가 2005년 복귀하였다.
2007년 다시 노동당 당수로 선출되었고 카디마가 주도한 연정에 참여, 국방장관으로 선출되었다. 국방장관인 그는 2008년 말 ~ 2009년 초 가자 지구 공격을 주도하였다. 2009년 2월 총선에 참여하였고, 리쿠드의 연정에 참여하여 계속 국방장관으로 재직중이다.